# 데이비드 듀크

1974년경 쿠 클럭스 클랜 최고 마법사 시절의 듀크

데이비드 어니스트 듀크(David Ernest Duke, 1950년 7월 1일 출생)는 미국의 정치인이자 신나치주의자, 음모론자이며, 전 쿠 클럭스 클랜의 최고 마법사이다. 1989년부터 1992년까지 공화당 (미국) 소속으로 루이지애나주 하원 의원을 지냈다. 그의 정치적 견해와 저술은 주로 유대인에 대한 음모론을 조장하는 데 전념하고 있으며, 홀로코스트 부정과 학계, 언론, 금융 시스템에 대한 유대인의 지배 등을 주장한다. 2013년 반명예훼손연맹은 듀크를 "아마도 미국에서 가장 잘 알려진 인종차별주의자이자 반유대주의자"라고 불렀다.
듀크는 1970년대와 1980년대에 민주당 (미국) 후보로 주 의원 선거에 출마했으나 낙선했으며, 그 정점은 그의 선거 운동으로, 1988년 민주당 대통령 후보 지명을 위한 것이었다. 민주당 내에서 어떠한 지지도 얻지 못하자, 그는 소수 정당인 인민당의 대통령 후보 지명을 얻었다. 1988년 12월, 그는 공화당 (미국)원이 되었고, 중생한 그리스도인이 되어 명목상 반유대주의와 인종 차별을 포기했다고 주장했다. 그는 곧 자신의 유일한 당선직인 루이지애나 주 하원 의원직을 얻었다. 이후 1990년 미국 상원의원 선거와 1991년 루이지애나 주지사 선거를 포함하여 여러 차례 낙선했지만 경쟁력 있는 선거 운동을 벌였다. 그의 선거 운동은 조지 H. W. 부시 대통령을 포함한 공화당의 전국 및 주 지도자들로부터 비난을 받았다. 그는 1992년에 부시 대통령에게 소규모 도전을 감행했다.
1990년대 후반에 이르러 듀크는 인종차별과 반유대주의를 거부한다는 가장을 포기하고, 공개적으로 인종차별주의적이고 신나치주의적인 견해를 조장하기 시작했다. 그는 이후 자신의 정치적 견해를 뉴스레터와 인터넷을 통해 저술하는 데 전념하기 시작했다. 그의 저술에서 그는 아프리카계 미국인 및 다른 소수 민족을 비난하고, 미국과 세계를 지배하려는 유대인의 음모에 대한 음모론을 조장한다. 그는 2016년까지 공직에 출마했지만, 공개적인 신나치주의로의 회귀 이후 그의 입후보는 경쟁력을 잃었다.
1990년대 동안 듀크는 심각한 재정난에 처해 있는 것처럼 가장하여 기본적인 생필품을 위한 돈을 요구함으로써 정치적 지지자들을 속였다. 당시 그는 사실 재정적으로 안정되어 있었고 그 돈을 여가 도박에 사용했다. 2002년 12월, 듀크는 중범죄 사기죄를 인정했고, 이어서 텍사스주 빅스프링 연방 교도소에서 15개월형을 복역했다.

## 어린 시절

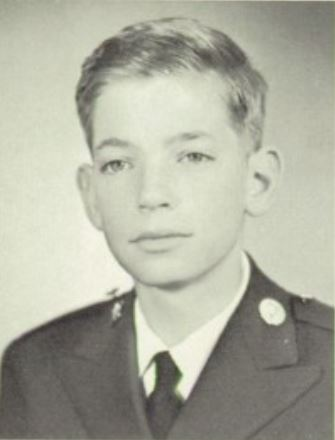
십대 시절의 듀크

데이비드 어니스트 듀크는 1950년 7월 1일 털사에서 맥신(옛 성은 크릭)과 데이비드 헤저 듀크 사이에서 두 자녀 중 어린 자녀로 태어났다. 쉘 오일 컴퍼니의 엔지니어 아들로서 듀크는 가족과 함께 전 세계를 자주 이주했다. 1954년, 그들은 네덜란드에서 잠시 살다가 1955년에 뉴올리언스의 백인 전용 지역에 정착했다. 그의 어머니는 알코올 의존증이 있었고, 그의 아버지는 1966년 미국 국제개발처 (USAID)에서 일자리를 구해 라오스로 영구히 떠났다. 뉴올리언스에 있는 동안 듀크는 보수적인 그리스도의 교회 후원 학교인 클리프턴 L. 개너스 스쿨에 다녔다. 그는 8학년 때 이 학교에서 연구 프로젝트를 하면서 인종 분리 정책주의자로서의 각성이 시작되었다고 말했다. 1학년을 마친 후 듀크는 뉴올리언스에 있는 워렌 이스턴 고등학교로 전학했다. 2학년 때는 조지아주 게인즈빌에 있는 리버사이드 군사 아카데미에 다녔다. 3학년 때는 존 F. 케네디 고등학교에 다녔고, 졸업할 무렵에는 이미 쿠 클럭스 클랜의 일원이었다.
1964년 듀크는 시티즌스 카운슬(CCA) 회의에 참석하고 칼턴 푸트남의 인종 분리 지지 서적을 읽은 후 급진 우파 정치에 관여하기 시작했으며, 나중에 인종과 이성: 양키의 견해를 "계몽"의 원인으로 꼽았다. 푸트남의 책은 백인의 유전적 우월성을 주장했다. 또한 청소년기에 듀크는 나치즘과 제3제국에 관한 책을 읽기 시작했으며, CCA 회의에서의 그의 연설은 더욱 노골적으로 친나치주의적 경향을 띠었다. 이로 인해 그는 반유대주의자라기보다는 반흑인 인종차별주의자였던 일부 회원들로부터 불만을 샀다. 리버사이드 군사 아카데미에 다니던 중, 듀크가 나치 깃발을 소지한 사실이 발각되어 그의 학급은 징계를 받았고, 공립학교에서는 마틴 루터 킹 주니어 암살 사건 이후 깃발이 내려지는 것에 대해 거세게 항의했다. 1960년대 후반 듀크는 신나치주의자이자 백인 우월주의 단체인 국민동맹 (미국)의 지도자 윌리엄 루터 피어스를 만났고, 피어스는 듀크에게 영향을 주었다. 듀크는 1967년 쿠 클럭스 클랜에 가입했다.
1968년 듀크는 배턴루지에 있는 루이지애나 주립 대학교에 입학했다. 1970년에는 백인 학생 단체인 백인 청년 연맹을 결성했고, 이 단체는 미국 나치당과 제휴했다. 그는 나치 제복을 입고 "시카고 7인에게 가스를" (윌리엄 쿤슬러가 변호했던 좌파 반전 운동가 집단)과 "쿤슬러는 공산주의 유대인"이라고 적힌 팻말을 들고 툴레인 대학교에서 쿤슬러의 출현에 항의하는 시위에 나타났다. 아돌프 히틀러의 생일 기념일마다 피켓 시위를 벌이고 파티를 열면서 그는 LSU 캠퍼스에서 나치 제복을 입은 것으로 유명해졌다. LSU 학생 시절, 듀크는 백인 우월주의자 조지프 폴 프랭클린 (나중에 여러 인종 및 반유대주의 테러리즘 행위로 유죄 판결을 받고 연쇄살인으로 처형됨)과 돈 블랙 (백인 우월주의자)과 함께 버지니아주에서 열린 미국 나치당 회의에 로드 트립을 갔다.
듀크는 라오스에서 9개월을 보냈다고 말하며 "정상적인 근무 기간"이라고 불렀다. 그는 그곳에서 계속 일하던 아버지에게 합류했고, 아버지는 1971년 여름에 그에게 방문을 요청했다. 그의 아버지는 그가 라오스 군 장교들에게 영어를 가르치는 일자리를 얻도록 도왔지만, 그는 칠판에 화염병을 그린 후 6주 만에 해고당했다. 그는 또한 밤에 적진을 20번 넘게 넘어 공중에서 10 피트 (3.0 m) 높이로 날아다니는 비행기에서 반공산주의 반군들에게 쌀을 떨어뜨렸고, 파편상도 간신히 피했다고 주장했다. 당시 라오스에 있었던 두 명의 에어 아메리카 조종사는 비행기가 낮에만 비행했으며 지면에서 500 피트 (150 m) 이하로 내려가지 않았다고 말했다. 한 조종사는 듀크가 안전한 "정기 운행"을 한두 번 했을 수도 있지만 그 이상은 아니었을 것이라고 제안했다. 듀크는 자신이 사용했던 비행장의 이름을 기억하지 못했다.

### 1972년 뉴올리언스 체포
1972년 1월, 듀크는 뉴올리언스에서 폭동 선동 혐의로 체포되었다. 그 달에 시내에서는 여러 차례의 인종적 충돌이 발생했으며, 그중 하나는 로버트 E. 리 기념비에서 듀크와 인종 분리주의자 주지사 및 뉴올리언스 시장 후보였던 애디슨 로스웰 톰슨, 그리고 그의 89세 친구이자 멘토인 르네 라코스트가 연루된 충돌이었다. 톰슨과 라코스트는 이 행사를 위해 클랜 로브를 입고 기념비에 남부연합 깃발을 게양했다. 흑표당은 두 남자에게 벽돌을 던지기 시작했지만, 경찰이 심각한 부상을 막기 위해 제때 도착했다.
1972년, 듀크는 대선 후보 조지 월리스를 위해 선거 자금을 모금하고 그 수익금을 착복한 혐의로 기소되었다. 또한 뉴올리언스 조례에 따라 금지된 인화성 액체를 유리 용기에 채운 혐의로 기소되었다. 두 혐의는 결국 기각되었다.

### 쿠 클럭스 클랜의 기사단
1974년 듀크는 루이지애나에 본부를 둔 쿠 클럭스 클랜 기사단(KKKK)을 LSU 졸업 직후 설립했다. 그는 1976년에 KKKK의 "최고 마법사"가 되었다. 듀크는 이 시기 동안 처음으로 대중의 광범위한 관심을 받았는데, 그는 1970년대 중반에 자신을 새로운 종류의 클랜맨, 즉 깔끔하고 적극적이며 전문적인 이미지로 마케팅하려고 노력했다. 그는 또한 비폭력과 합법성을 장려하며 조직을 개혁했다. 또한, 클랜 역사상 처음으로 여성들이 동등한 회원으로 받아들여졌고, 가톨릭교도들도 가입하도록 장려되었다. 듀크는 클랜이 "반흑인적이지" 않지만 "친백인적"이며 "친그리스도인적"이라고 거듭 주장했다. 그는 데일리 텔레그래프 신문에 자신이 폭력과의 연관성을 싫어했고 다른 클랜 지부 회원들이 "어리석거나 폭력적인 행동"을 하는 것을 막을 수 없었기 때문에 1980년에 클랜을 떠났다고 말했다. 1992년 4월, 줄리아 리드는 뉴욕 리뷰 오브 북스에 듀크가 클랜 회원 기록을 연방수사국 정보원이었던 경쟁 클랜 지도자에게 팔아넘긴 후 클랜을 떠날 수밖에 없었다고 썼다.

## 정치 및 이념 활동

### 초기 선거 운동
듀크는 1975년 배턴루지 지역구의 루이지애나 주 상원 의석에 민주당 (미국) 소속으로 처음 출마했다. 선거 운동 중 그는 밴더빌트 대학교, 인디애나 대학교, 서던캘리포니아 대학교, 스탠퍼드 대학교, 툴레인 대학교의 대학 캠퍼스에서 연설할 수 있었다. 그는 11,079표를 얻어 총 투표수의 3분의 1을 차지했다.
듀크는 1979년 다시 주 상원의원에 출마했지만 현직 조 티먼에게 패배했다.
1970년대 후반, 여러 클랜 관계자들이 듀크가 조직의 돈을 훔쳤다고 비난했다. 잭 그레고리, 듀크의 플로리다 주 지도자는 듀크가 1979년 일련의 클랜 집회 수익금을 기사단에 넘겨주기를 거부한 후 클리어워터 선에 "듀크는 사기꾼일 뿐"이라고 말했다. 듀크 휘하의 또 다른 클랜 관계자인 제리 더턴은 기자들에게 듀크가 클랜 자금을 사용하여 메터리에 있는 자신의 집을 구입하고 개조했다고 말했다. 듀크는 나중에 자신의 집 대부분이 클랜에 의해 사용되었다고 말하며 수리를 정당화했다.
그는 1980년 미국 대통령 선거 기간 동안 민주당 대통령 후보로 출마했다. 대통령이 되기에는 6년이나 어렸음에도 불구하고, 듀크는 12개 주에서 자신의 이름을 투표 용지에 올리려고 시도하며, 민주당 전당대회에서 "이 나라 대다수를 대표하는 문제들을 선택하고 강령을 구성"할 수 있는 영향력 있는 인물이 되고 싶다고 말했다. 1979년 그는 1976년 9월 메터리 호텔 주차장에서 경찰차를 둘러싼 70~100명의 클랜맨을 이끌고 평화 교란 혐의로 유죄를 인정했으며, 100달러의 벌금과 3개월 집행유예를 선고받았다. 듀크와 제임스 K. 워너는 원래 1977년에 해당 혐의로 유죄 판결을 받았으나, 루이지애나주 대법원은 주에서 입증 불가능한 증거를 제시했기 때문에 판결을 뒤집었다. 듀크는 토크쇼에서 캐나다로의 제3세계 이민에 대해 논의하기 위해 캐나다에 불법 입국한 혐의로 체포되었다.
그는 1980년 쿠 클럭스 클랜을 떠났는데, 이는 조직의 메일링 리스트를 35,000달러에 팔려 했다는 비난을 받은 후였다. 그는 클랜을 떠난 후 백인 우월주의 단체인 백인 국민 진보 협회를 설립하고 회장으로 재직했다. 그는 단체의 뉴스레터를 통해 광고 메일 방식으로 홀로코스트 부정 서적인 20세기 사기극과 600만명이 정말로 죽었는가?를 판매 홍보했다.
듀크는 1987년 조지아주 민족주의 운동의 포사이스 카운티 방어 연맹의 신원과 메일링 리스트를 무단으로 사용하여 광고 메일 방식을 통해 모금 활동을 벌인 혐의를 받았다. 연맹 관계자들은 이를 기금 모금 사기라고 비난했다.

### 1988년 대통령 선거 운동
1988년 듀크는 처음에는 민주당 대통령 경선에 출마했다. 그의 선거 운동은 한 가지 사소한 예외를 제외하고는 제한적인 영향을 미쳤다. 그는 투표용지에 유일한 후보로서 잘 알려지지 않은 뉴햄프셔 부통령 예비선거에서 승리했다. 민주당 내에서 많은 지지를 얻지 못한 듀크는 이후 윌리스 카르토가 설립한 인민당의 대통령 후보 지명을 받아냈다. 그는 11개 주에서 대통령 후보로 투표용지에 이름을 올렸고, 다른 일부 주에서는 아칸소주의 트렌턴 스토크스를 부통령 후보로, 또 다른 주에서는 뉴멕시코주의 의사 플로이드 파커를 부통령 후보로 하여 기명 후보로 출마했다. 그는 고작 47,047표를 얻어 전국 유효 투표수의 0.04%를 기록했다.

### 1989년: 루이지애나 하원 특별 선거에서 당선
1988년 12월, 듀크는 소속 정당을 민주당에서 공화당 (미국)으로 바꿨다.
1988년 메터리 출신 공화당 주 하원의원 척 쿠시마노가 제24 사법지구 법원 판사가 되기 위해 제81지구 의석을 사임했고, 1989년 초 후임을 선출하기 위한 특별 선거가 소집되었다. 듀크는 쿠시마노의 뒤를 잇기 위한 선거에 출마하여 여러 상대 후보들과 맞붙었는데, 이들 중에는 전 루이지애나 주지사 데이비드 C. 트린의 동생인 공화당 소속 존 스피어 트린, 학군 교육위원 델턴 찰스, 그리고 메터리에서 빌리어스 플로리스트를 운영하는 로저 F. 빌레레 주니어가 있었다. 듀크는 예비선거에서 3,995표(33.1%)를 얻어 1위를 차지했다. 1차 투표에서 과반수를 얻은 후보가 없었으므로, 듀크와 트린 사이에 결선 투표가 필요했으며, 트린은 1차 투표에서 2,277표(18.9%)를 얻었다. 트린의 입후보는 조지 H. W. 부시 미국 대통령, 전 대통령 로널드 레이건 및 기타 저명한 공화당원들, 그리고 민주당원인 빅터 부시(루이지애나 AFL-CIO 회장)와 에드워드 J. 스테이멜(루이지애나 기업 산업 협회 회장 겸 전 "좋은 정부" 싱크탱크, 공공 문제 연구회 이사)의 지지를 받았다. 듀크는 트린이 그 교외 지역에서는 금기시되는 높은 재산세를 고려할 의향이 있다는 발언을 비난했다. 듀크는 8,459표(50.7%)를 얻어 8,232표(49.3%)를 얻은 트린을 물리쳤다. 그는 1989년부터 1992년까지 하원에서 근무했다.
라피엣 (루이지애나주) 출신의 신입 의원 오돈 바크는 1989년 혼자서 듀크가 당선 당시 자신의 지역구 밖에 거주하고 있었다는 이유로 그의 의석을 거부하려 했다. 트린이 듀크의 거주지에 대한 법정 소송에서 패배하자, 듀크는 의석을 차지했다. 듀크에 반대했던 의원들은 그가 지역 주민들의 선택을 존중해야 한다고 말했다.

### 주 하원의원 시절
듀크는 라피엣군 (루이지애나주)의 제리 루크 르블랑과 같은 날 의석을 차지했다(르블랑은 듀크-트린 결선 투표와 같은 날 열린 또 다른 특별 선거에서 미래 주지사인 캐슬린 블랑코의 후임을 선출하기 위해 당선되었다). 듀크와 르블랑은 개별적으로 선서했다.
동료인 라피엣의 론 고메즈는 듀크가 단기 의원으로서 "너무나 한 가지에만 몰두하여 하원 규칙과 의사 절차의 세부 사항에 실제로 관여하지 못했다. 바로 그 단점이 그의 대부분의 입법 시도를 실패로 이끌었다"고 말했다.
듀크가 추진했던 한 가지 입법 쟁점은 복지 수혜자들이 마약 사용 여부를 검사하도록 하는 요구사항이었다. 그의 제안에 따르면 수혜자들은 주 및 연방 혜택을 받기 위해 마약에 오염되지 않았음을 입증해야 했다. 고메즈는 2000년 자서전에서 듀크가 영화 제작자나 서적 출판사가 배심원에게 법정 경험에 대한 대가를 지불하는 것을 금지하는 단 하나의 법안만 통과시켰다고 회상했다.
듀크는 1990년 미국 상원 선거와 1991년 주지사 선거에서 낙선했다.

### 1990년 미국 상원 선거 운동
듀크는 상원 선거 출마를 처음에는 망설였지만, 1990년 10월 6일에 열린 비당파 예비 선거에 출마 의사를 밝혔다. 듀크는 현직 미국 상원의원 J. 베넷 존스턴 주니어를 포함한 3명의 민주당원과 경쟁하는 유일한 공화당원이었다. 듀크는 존스턴을 "J. 베네딕트 존스턴"이라고 조롱했다.
존 트린의 동생으로 1989년 주 하원의원 선거에서 듀크에게 패했던 전 주지사 데이비드 트린은 듀크의 상원 강령을 "쓰레기... 나는 그가 나치즘과 인종 우월주의를 지지하기 때문에 우리 당에 해롭다고 생각한다"고 비난했다.
공화당은 1990년 1월 13일 주 전당대회에서 뉴올리언스 출신 주 상원의원 벤 바게르트를 공식적으로 지지했지만, 10월 전국 공화당 관계자들은 예비 선거 며칠 전 바게르트가 승리할 수 없다고 결론 내렸다. 듀크와 존스턴 간의 결선 투표를 피하기 위해 공화당은 예비 선거를 존스턴에게 양보하기로 결정했다. 바게르트 선거 자금 지원이 중단되었고, 처음에는 반대했지만 바게르트는 선거 이틀 전에 철수했다. 너무 늦게 철수했기 때문에 바게르트의 이름은 투표 용지에 남아 있었지만, 그의 표는 대부분 부재자 투표로 간주되어 계산되지 않았다. 듀크는 존스턴의 53.93%(752,902표)에 비해 예비 선거 투표의 43.51%(607,391표)를 얻었다.
듀크의 견해는 언론인 퀸 힐리어를 포함한 일부 공화당원들의 비판을 야기했고, 그들은 루이지애나 인종차별 및 나치즘 반대 연합을 결성하여 듀크의 흑인 및 유대인에 대한 적대적 발언에 언론의 관심을 집중시켰다.
2006년 파이낸셜 타임스 사설에서 기디언 락먼은 듀크의 1990년 선거 운동 책임자를 인터뷰했던 것을 회상하며 이렇게 말했다. "유대인들은 루이지애나에서 큰 문제가 아니다. 우리는 계속 데이비드에게 흑인을 공격하는 데 집중하라고 말한다. 유대인을 쫓아다닐 필요는 없다. 그들을 화나게 할 뿐이고 여기에서는 아무도 그들에게 신경 쓰지 않는다."

### 1991년 루이지애나 주지사 선거 운동

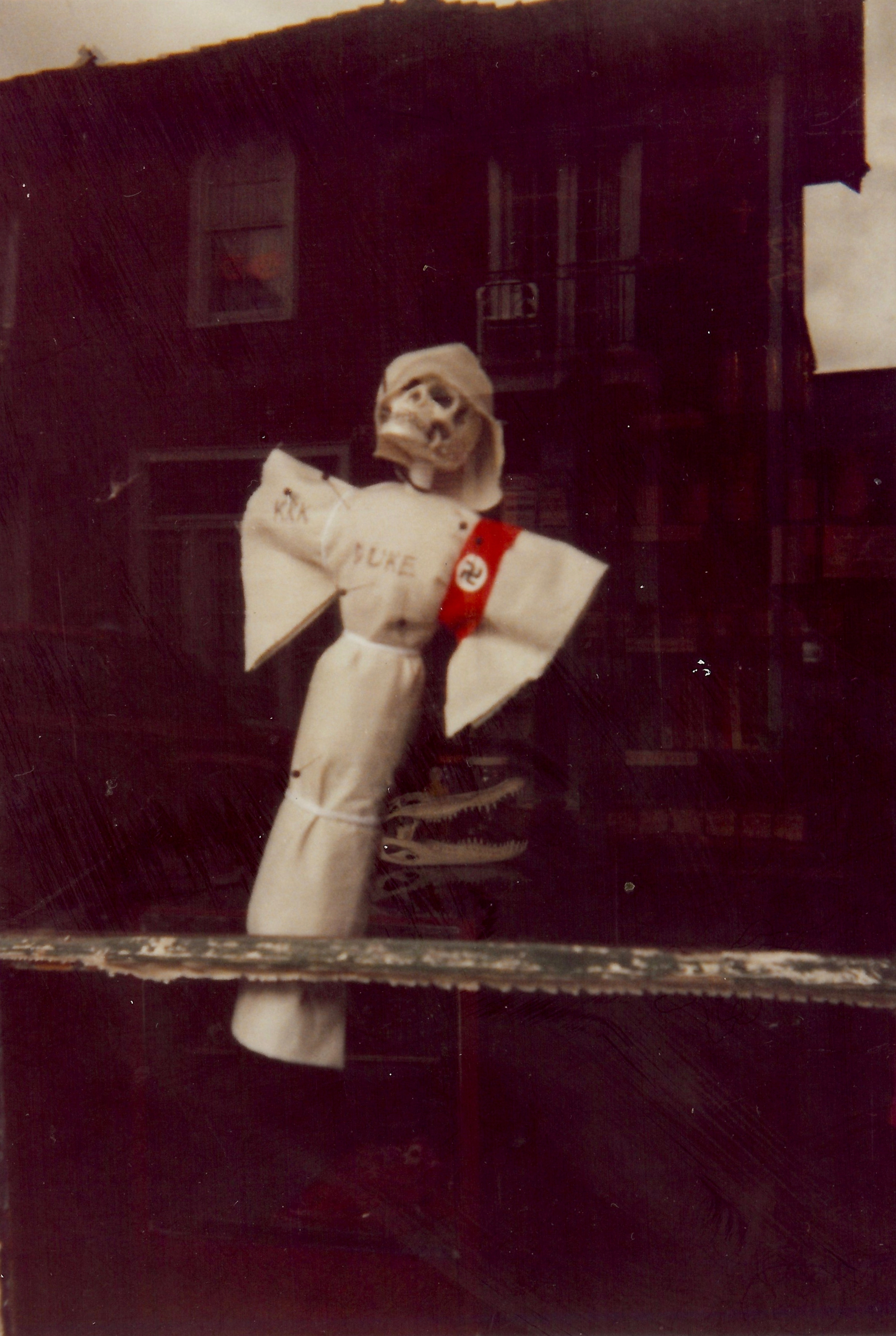
듀크의 주지사 선거 운동 기간 중 뉴올리언스 상점 진열창에 전시된 반데이비드 듀크 부두 인형

공화당 (미국)의 비난에도 불구하고, 듀크는 1991년 루이지애나 주지사 선거에 출마했다. 예비 선거에서 그는 전 주지사 에드윈 W. 에드워즈에 이어 2위를 차지했으며, 따라서 결선 투표에서 에드워즈와 맞붙었다. 첫 라운드에서 듀크는 득표율 32%를 얻었다. 임기 중 민주당에서 공화당으로 당적을 바꾼 현 주지사 버디 로머는 득표율 27%로 3위를 차지했다. 듀크는 충성스러운 지지자들의 상당한 핵심 유권자층을 가졌지만, 많은 사람들이 루이지애나의 기존 정치인들에 대한 불만을 표출하는 "항의 투표"로 그에게 표를 던졌다. 과거의 백인 우월주의 활동에 대한 비판에 대해 듀크는 자신의 과거를 사과하고 자신이 중생한 그리스도인이라고 선언하는 것으로 일관했다. 선거 운동 중 그는 "백인 다수"의 대변인이라고 말했고, 뉴욕 타임스에 따르면 "나치 독일의 유대인 학살을 미국의 차별 철폐를 위한 적극적 우대조치 프로그램과 동일시"했다.
공화당 주 중앙위원회에 상당한 영향력을 행사했던 미국 기독교 연합은 당시 슈리브포트의 유니버시티 워십 센터 목사였던 빌리 매코맥 (루이지애나 목사)이 루이지애나에서 이끌고 있었다. 이 연합은 듀크의 정치적 재부상 초기에 그를 조사하지 못했다는 비난을 받았다. 그러나 1991년 주지사 선거 무렵, 그 지도부는 듀크에 대한 지지를 철회했다. 듀크가 결선 투표에서 유일한 공화당 후보였음에도 불구하고, 현직 대통령 조지 H. W. 부시는 그의 출마를 반대하며 그를 사기꾼이자 인종차별주의자라고 비난했다. 백악관 비서실장 존 H. 스누누는 "대통령은 데이비드 듀크의 과거와 현재의 인종차별적 발언에 절대적으로 반대한다"고 말했다.
루이지애나 인종차별 및 나치즘 반대 연합은 듀크의 주지사 선거 운동에 반대하는 집회를 열었다. 루이지애나 공화당 주 중앙위원회 소속이자 브랜치 리키의 조카인 중도파 엘리자베스 리키는 듀크의 연설을 녹음하고 자신이 인종차별적이고 신나치주의적인 발언이라고 본 사례들을 폭로하기 위해 그를 따라다니기 시작했다. 한동안 듀크는 리키와 점심을 함께 하고, 자신의 딸들에게 그녀를 소개하며, 밤늦게 전화하고, 홀로코스트는 신화이며, 아우슈비츠 강제 수용소 의사 요제프 멩겔레는 의학적 천재였고, 흑인과 유대인이 다양한 사회 문제의 원인이라는 자신의 신념을 그녀에게 설득하려 했다. 리키는 그들의 대화 기록을 언론에 공개했으며, 듀크가 자신의 의원 사무실에서 나의 투쟁과 같은 나치 문학을 판매하고 공직에 있는 동안 신나치주의 정치 집회에 참석했다는 증거도 제시했다.
루이지애나 선거 규칙에 따라 "총선"이라 불리는 예비선거와 결선투표(모든 후보가 정당과 관계없이 단일 투표용지에 출마) 사이에 전국의 백인 우월주의 단체들이 듀크의 선거 자금에 기여했다.
듀크의 부상은 전국적인 언론의 주목을 받았다. 그가 전 알렉산드리아 (루이지애나주) 시장 존 K. 스나이더의 지지를 얻었지만, 듀크는 루이지애나에서 진지한 지지를 거의 받지 못했다. 유명 인사들과 단체들은 전 주지사 에드윈 에드워즈의 선거 운동에 수천 달러를 기부했다. 에드워즈의 오랜 부패 혐의를 언급하며 인기 있는 범퍼 스티커에는 "사기꾼에게 투표하라. 중요하다"는 문구가 적혀 있었다. 그리고 "마법사가 아닌 도마뱀에게 투표하라." 기자가 에드워즈에게 듀크를 물리치기 위해 무엇을 해야 하는지 묻자 에드워즈는 미소 지으며 대답했다. "살아남아라."
1991년 11월 6일 열린 결선 토론은 노먼 로빈슨 (텔레비전 뉴스 기자) 기자가 듀크에게 질문하면서 상당한 주목을 받았다. 아프리카계 미국인인 로빈슨은 듀크에게 그의 "악마적이고 사악하며 비열한" 인종차별적, 반유대주의적 발언(일부를 듀크에게 읽어주었다) 때문에 듀크가 당선될 가능성에 대해 "두렵다"고 말했다. 그러고 나서 그는 듀크에게 사과를 요구했고, 듀크가 로빈슨이 자신에게 공정하지 못하다고 항의하자 로빈슨은 듀크가 정직하지 못하다고 생각한다고 대답했다. 로스앤젤레스 타임스의 제이슨 베리는 이를 "놀라운 TV"이자 에드워즈가 듀크를 물리치는 데 도움이 된 "압도적인" 흑인 유권자들의 투표를 이끈 "촉매제"라고 불렀다.
에드워즈는 1,057,031표(61.2%)를 얻었고, 듀크는 671,009표로 총 투표수의 38.8%를 차지했다. 그럼에도 불구하고 듀크는 "나는 나의 지역구를 이겼다. 나는 백인 투표의 55%를 얻었다"며 승리를 주장했고, 이는 출구 조사에 의해 확인된 통계였다. 다음날 네트워크 TV에는 에드워즈가 아닌 듀크가 출연했다. 그의 경쟁자는 그와 함께 출연하기를 거부했다.

### 1992년 공화당 대통령 후보
듀크는 1992년 대통령 경선에서 공화당 소속으로 출마했지만, 공화당 당국자들은 그의 참여를 막으려 했다. 그는 경선에서 119,115표(0.94%)를 얻었지만, 1992년 공화당 전당대회에 대의원은 없었다.
1992년 다큐멘터리 영화 '백래쉬: 인종과 아메리칸 드림'은 일부 백인 유권자들 사이에서 듀크의 호소력을 조사한다. 이 영화는 듀크의 강령에 나타난 선동적 문제들을 탐구하며, 흑인 범죄, 복지, 차별 철폐를 위한 적극적 우대조치, 백인 우월주의에 대한 그의 사용을 검토하고, 듀크를 레스터 G. 매덕스와 조지 월리스와 같은 다른 백인 역반동 정치인들의 유산과 조지 H. W. 부시의 성공적인 1988년 대통령 선거 운동에서 이러한 인종 관련 논쟁적 주제를 사용한 것과 연결시킨다.

### 1996년 미국 상원 선거 운동
존스턴이 1996년 은퇴를 발표하자 듀크는 다시 미국 상원 선거에 출마했다. 그는 141,489표(11.5%)를 얻었다. 배턴루지의 전 공화당 주 하원의원 우디 젠킨스와 뉴올리언스의 전 주 재무관인 민주당 메리 랜드류가 본선에 진출했다. 듀크는 9인 정글 예비 선거에서 4위를 차지했다.

### 1999년 미국 하원 선거 운동
1999년 공화당 현직 의원 밥 리빙스턴의 갑작스러운 사임 이후 루이지애나주 제1선거구에서 특별 선거가 열렸다. 듀크는 공화당 소속으로 출마하여 득표율 19%를 얻었다. 그는 근소한 차이로 3위를 차지하여 결선 투표에 진출하지 못했다. 그의 출마는 공화당으로부터 거부되었다. 공화당 의장 짐 니콜슨 (미국 정치인)은 "에이브러햄 링컨의 당에 데이비드 듀크 같은 클랜맨을 위한 자리는 없다"고 말했다. 공화당 주 하원의원 데이비드 비터 (나중에 미국 상원의원)가 전 주지사 트린을 물리쳤다. 뉴올리언스 공화당 지도자 롭 코히그도 이 선거에 출마했다.

### 뉴올리언스 의정서
듀크는 케너 (루이지애나주)에서 "유럽 민족주의자" 주말 모임을 조직했다. 2002년 지도자 윌리엄 루터 피어스 사망 이후 백인 민족주의 운동의 분열과 분열을 극복하기 위해 듀크는 운동 내 평화와 외부인에게 더 나은 이미지를 위한 통일 제안을 제시했다. 그의 제안은 받아들여졌으며 현재 뉴올리언스 의정서로 알려져 있다. 이 의정서는 지지자들에게 범유럽적 시각을 약속하며, 국가 및 민족적 충성심을 인정하지만 모든 유럽 민족의 가치를 강조한다. 여러 백인 우월주의 지도자 및 단체들이 서명하고 후원했으며, 세 가지 조항을 포함한다. 1. 폭력에 대한 무관용 원칙. 2. 다른 서명 그룹과의 관계에서 존경하고 윤리적인 행동. 여기에는 이 의정서에 서명한 다른 사람들을 비난하지 않는 것이 포함된다. 다시 말해, 우파 내부에는 적이 없다. 3. 우리의 주장과 대중 발표에서 고상한 어조 유지.
2004년 5월 29일 조약에 서명한 사람들 중에는 듀크, 돈 블랙 (백인 우월주의자), 폴 프롬 (활동가), 윌리스 카르토 (그의 홀로코스트 부정 서적 바네스 리뷰가 행사를 후원하는 데 도움을 주었다), 케빈 앨프레드 스트롬, 그리고 존 틴들 (정치인) (개인 자격으로 서명, 브리튼 국민당 대표 자격 아님)이 있다.
남부빈곤법률센터 (SPLC)는 NOP의 "고상한 어조"가 조약이 서명된 행사에서의 발언과 대조된다고 말했다. 예를 들어, 폴 프롬은 무슬림 여성을 "가방 속의 마녀"라고 불렀고, 샘 딕슨 (다른 후원 단체인 보수 시민 회의 소속)은 제2차 세계대전에서 나치에 반대하는 "매우 파괴적인" 효과에 대해 말했으며, 이는 사람들이 히틀러의 "정상적이고 건강한 인종적 가치"를 악으로 보게 만들었다는 것이다. SPLC는 NOP를 "연막"이라고 부르며, "대부분의 회의 참가자들의 분노는 이민과 혼혈을 통해 백인 인종을 파괴하려는 전 세계적인 유대인 음모라고 그들이 간주하는 것에 향해 있었다"고 말했다.

### 정치 활동 (1999–2012)
듀크는 1999년에 개혁당에 가입했다. 그는 2000년 미국 대통령 선거 이후 당을 떠났다.
2004년, 듀크의 경호원이자 룸메이트이며 오랜 동료인 로이 암스트롱은 미국 하원에 민주당 소속으로 출마하여 루이지애나 제1선거구 의원직을 맡았다. 공개 예비선거에서 암스트롱은 6명 후보 중 보비 진덜의 78.40%에 비해 6.69%의 득표율로 2위를 차지했다. 듀크는 암스트롱 선거 운동의 수석 고문이었다.
듀크는 수천 명의 티파티 운동 활동가들이 그에게 2012년 대통령 출마를 촉구했다고 주장했고, 자신이 공화당 예비선거에 진지하게 출마를 고려하고 있다고 말했다. 그는 밋 롬니가 승리한 예비선거에 출마하지 않았다.

### 도널드 트럼프 지지
2015년 언론에서는 듀크가 당시 대선 후보 도널드 트럼프를 지지했다고 보도되었다. 듀크는 2015년 8월 더 데일리 비스트와의 인터뷰에서 트럼프가 "가장 나은 후보"라고 보았지만, 이민에 대한 그의 입장 때문에 트럼프의 이스라엘 지지는 자신에게는 협상 파기 요인이었다고 해명하며 "트럼프는 자신이 이스라엘에 1000% 헌신하고 있다는 것을 매우 분명히 했다. 그렇다면 미국을 위해 남은 것은 얼마나 되겠는가?"라고 말했다. 2015년 12월 듀크는 트럼프가 자신보다 더 급진적으로 말한다고 말하며, 트럼프의 급진적인 연설이 긍정적 측면과 부정적 측면을 모두 가지고 있다고 조언했다.
2016년 2월, 듀크는 청취자들에게 트럼프에게 투표할 것을 촉구하며, 트럼프 외의 다른 누구에게 투표하는 것은 "당신의 유산에 대한 진정한 배신"이라고 말했다. 듀크는 트럼프가 "단연코 최고의 후보"라고 믿었다. 듀크의 지지를 거부하느냐는 질문에 트럼프는 "데이비드 듀크에 대해 아무것도 모른다. 알겠나? 백인 우월주의자들에 대해 아무것도 모른다. 그래서 나에게 아무것도 모르는 사람들에 대해 이야기하라고 묻는 것인가?"라고 답했다. 2016년 3월 트럼프는 듀크와 클랜을 비난하며 "데이비드 듀크는 나쁜 사람이다"라고 말했고, "과거에도 그를 비난했고, 지금도 비난한다"고 덧붙였다.
2020년 미국 대통령 선거에서 듀크는 다시 조 바이든보다 도널드 트럼프에 대한 선호를 표명했는데, 이는 널리 지지로 해석되었다. 듀크는 트럼프에게 마이크 펜스 부통령을 토크쇼 진행자 터커 칼슨으로 교체할 것을 촉구하며, 그러한 조합만이 "공산주의 볼셰비키를 막을" 유일한 방법이라고 주장했다.

### 2016년 미국 상원 선거 운동
2016년 7월 22일, 듀크는 공화당 데이비드 비터가 비워둔 루이지애나 미국 상원 의석에 공화당 후보로 출마할 계획이라고 발표했다. 그는 "유럽계 미국인들의 권리를 지키기 위해" 출마한다고 말했다. 그는 자신의 강령이 공화당의 주류가 되었다고 주장하며, "도널드 트럼프와 대부분의 미국인들이 내가 수년 동안 옹호해 온 대부분의 문제들을 수용하는 것을 보니 매우 기쁘다"고 덧붙였다. 그러나 트럼프 선거 운동본부는 트럼프가 듀크의 지지를 거부한다고 재확인했고, 공화당 조직들은 "어떤 상황에서도" 그를 지지하지 않을 것이라고 말했다. 2016년 8월 5일, 내셔널 퍼블릭 라디오(NPR)는 스티브 인스킵이 듀크와 인터뷰한 내용을 방영했는데, 듀크는 유럽계 미국인들에 대한 광범위한 인종 차별이 있고, 그들이 언론에서 잔인한 공격을 받았으며, 트럼프의 유권자들은 또한 그의 유권자였다고 주장했다.

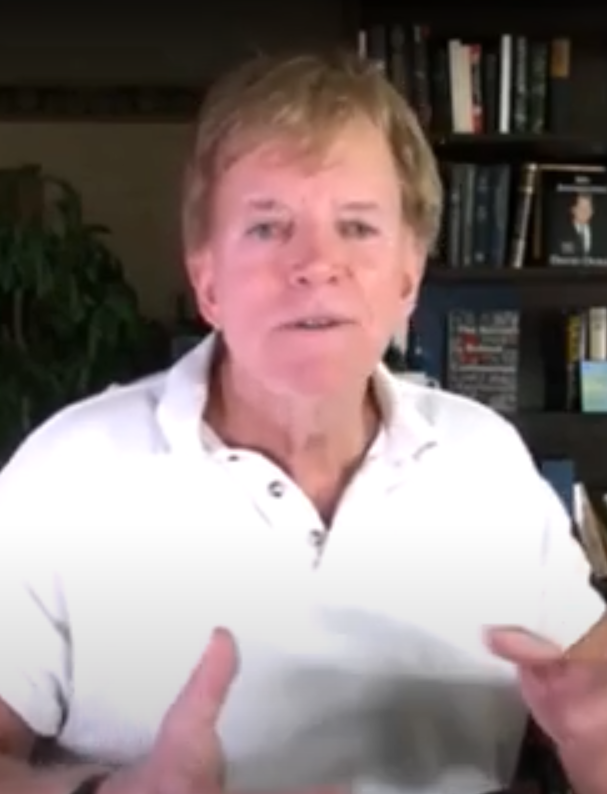
2020년의 듀크

2016년 10월 20일 발표된 메이슨-딕슨 여론조사 및 리서치사 여론조사에 따르면 듀크는 주 유권자의 5.1% 지지를 얻었으며, 이는 11월 2일 토론회에 참가할 수 있는 후보 자격 요건인 5%를 겨우 넘긴 수준이었다.
듀크는 선거일 (미국)에 득표율 3%를 기록했으며, 총 200만 표 가까이 행사된 표 중 58,581표를 얻었다. 그는 루이지애나 개방형 예비 선거에서 7위를 차지했다.
선거 운동에 기부한 사람들은 2017년 여러 주에서 공개되었고, 이는 불매운동과 사업 손실, 그리고 한 레스토랑의 완전 폐업으로 이어졌다.

### 2020년 미국 대통령 선거 지지
2019년 2월, 언론은 듀크가 털시 개버드를 민주당 대통령 후보로 지지했으며, 그의 트위터 배너를 개버드 사진으로 바꿨다고 보도했다. 그는 "대통령은 털시 개버드. 마침내 이스라엘 우선이 아닌 미국 우선을 실제로 지지하는 후보!"라고 트윗했다. 개버드는 듀크의 지지를 거부하며 "나는 데이비드 듀크의 증오스러운 견해와 그의 소위 '지지'를 과거에 여러 번 강력히 비난했으며, 그의 지지를 거부한다"고 말했다. 개버드가 패배한 후 듀크는 트럼프의 재선을 지지했다.

### 2024년 미국 대통령 선거 지지
2024년 10월, 듀크는 미국 녹색당 후보 질 스타인을 미국 대통령으로 지지하며, 자신이 "유대인 로비에 대한 트럼프의 복종"이라고 본 것을 비판하고, 스타인의 이스라엘-하마스 전쟁 반대 입장을 칭찬했다. 스타인 선거 운동 책임자 제이슨 콜은 듀크의 지지를 거부했으며, 스타인의 공식 트위터 계정은 듀크를 "인종차별주의자 트롤"이라고 묘사했다.

## 반유대주의

### 인종 이론
1998년 듀크는 자서전 나의 각성: 인종적 이해로 가는 길을 자비로 출판했다. 이 책은 듀크의 사회 철학을 자세히 설명하며, 그의 인종 분리 주장을 포함한다: "우리 [백인들]은 우리 자신의 이웃에서 살고, 우리 자신의 학교에 다니고, 우리 자신의 도시와 마을에서 일하며, 궁극적으로 우리 자신의 국가에서 하나의 확장된 가족으로 살기를 원한다. 우리는 통합의 인종 학살을 끝낼 것이다. 우리는 아프리카계 미국인들을 위한 별도의 본국 설립을 위해 노력하여 각 인종이 인종 갈등과 악의 없이 자신의 운명을 추구할 수 있도록 할 것이다."
당시 반명예훼손연맹 (ADL)의 전국 책임자였던 에이브러햄 폭스먼의 서평은 '나의 각성'이 인종차별적, 반유대주의적, 성차별적, 동성애 혐오적 견해를 담고 있다고 묘사한다.
듀크는 화이트 제노사이드 음모론을 조장하며 유대인이 "백인 종족 학살을 조직하고 있다"고 주장한다. 2017년, 그는 앤서니 보데인이 백인 종족 학살을 조장한다고 비난했고, 이에 보데인은 듀크의 무릎뼈를 "재배치"하겠다고 제안했다.
듀크에 대한 ADL 프로필은 다음과 같이 명시한다: "듀크는 자신이 백인 우월주의자라는 것을 부인하고 공개 연설과 글에서 이 용어를 피하지만, 그가 옹호하는 정책과 입장은 백인만이 다른 민족 집단에게 적용되어야 할 권리를 도덕적으로 결정할 자격이 있다는 것을 분명히 밝힌다."

### "유대인 우월주의" 주장

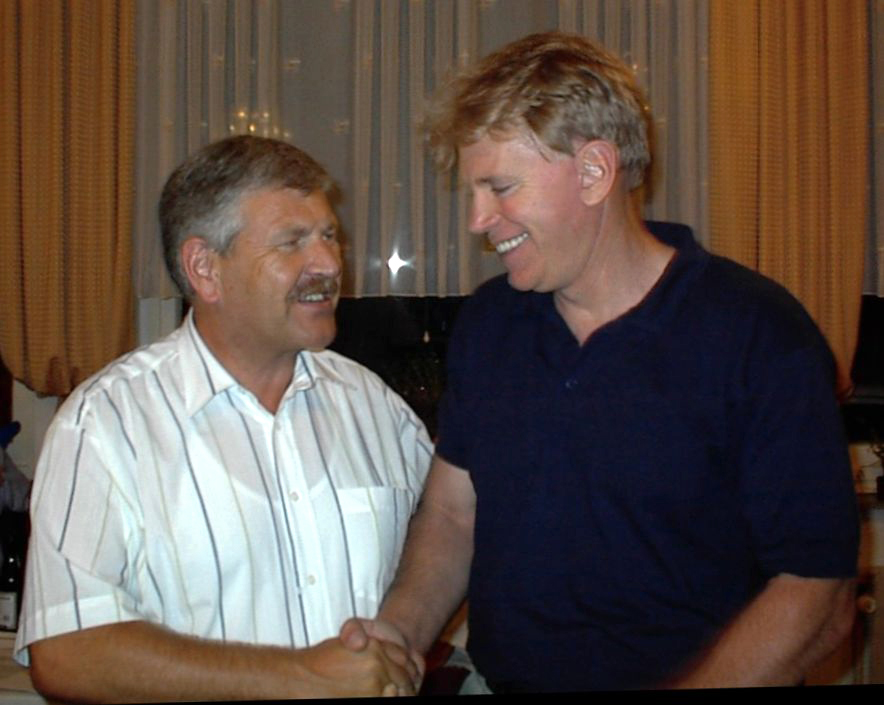
독일 국민민주당 전 대표 우도 포이크트 (왼쪽)와 듀크 (오른쪽)

2001년 듀크는 러시아에서 자신의 저서 '유대인 우월주의: 유대인 문제에 대한 나의 각성'을 홍보했다. 이 책에서 그는 "역사적 시대부터 현대에 이르기까지 유대인 공동체에 존재해 온 민족 우월주의의 요소들을 조사하고 문서화"하려 한다. 이 책은 샤학이 유대 문화의 우월주의적 종교 가르침으로 본 것에 대해 비판적 저술가인 이스라엘 샤학에게 헌정되었다. 전 보리스 옐친 언론부 장관 보리스 미로노프 (역사가)는 러시아어판 서문을 썼는데, '미국인의 시각으로 본 유대인 문제'라는 제목으로 인쇄되었다. 이 작품은 케빈 맥도널드 (진화 심리학자)의 저술을 바탕으로 하며, 동일한 출처와 인용을 여러 번 사용한다.
모스크바에 있는 반명예훼손연맹 사무실은 모스크바 검찰에게 미로노프에 대한 조사를 시작할 것을 촉구했다. ADL 사무실은 저자와 듀크의 책의 러시아어 출판사에 대한 형사 사건을 시작할 것을 촉구하는 두마의 저명한 회원 알렉산더 페둘로프의 서한을 검찰총장 블라디미르 우스티노프에게 전달했다. 페둘로프는 자신의 서한에서 이 책을 반유대주의적이며 러시아 증오범죄법을 위반한다고 묘사했다. 2001년 12월경, 검찰청은 보리스 미로노프와 유대인 우월주의에 대한 조사를 종결했다. 유리 비류코프 러시아 연방 검찰총장 제1차관은 공개 서한에서 조사 과정에서 실시된 심리평가 결과 해당 도서와 보리스 미로노프의 행위가 러시아 증오범죄법을 위반하지 않았다고 밝혔다.
ADL은 이 책을 반유대주의적이라고 묘사했다. 한때 이 책은 러시아 국가 두마(하원) 건물 본관 로비에서 판매되기도 했다.
2006년 3월 존 미어샤이머와 스티븐 월트가 이스라엘 로비에 관한 논문을 발표한 후, 듀크는 자신의 웹사이트에 여러 기사에서, 방송에서, 그리고 3월 21일 MSNBC의 스카버러 컨트리 프로그램에서 이 논문을 칭찬했다. 뉴욕 선에 따르면, 듀크는 이메일에서 이 논문이 "얼마나 훌륭한지 놀랐다. [이라크] 전쟁이 시작되기 전부터 내가 주장해 온 모든 주요 요점들을 미국 최고의 대학 기관이 본질적으로 확인해 주는 것을 보니 매우 만족스럽다. ...우리 앞에 놓인 과제는 미국의 외교 정책과 언론의 중요한 연결 고리를 세계 4차 대전을 고대하는 유대인 극단주의 네오콘들로부터 빼앗는 것이다"라고 썼다. 월트는 "나는 항상 듀크 씨의 견해를 혐오스러워했다. 그가 이 기사를 자신의 세계관과 일치한다고 보는 것이 유감이다"라고 말했다.
2015년, 47명의 상원 공화당 의원들이 이란에게 미국과의 합의 중 상원에서 비준되지 않은 것은 미래 대통령에 의해 거부될 수 있다고 경고한 후, 듀크는 폭스 뉴스의 앨런 콜머스에게 서명자들이 "유대인이 되어 야물케를 써야 한다. 왜냐하면 그들은 미국인이 아니기 때문이다. 그들은 이 나라의 유대인 권력과 해외의 유대인 권력에 영혼을 팔았다"고 말했다. 그의 웹사이트에는 유대인 고리대금업자들이 연방준비제도를 소유하고 있다는 저자들의 기사와 유대인들이 할리우드와 미국 언론을 소유하고 있다는 저자들의 기사가 게재되었다.

### "시오니스트 통제" 주장
9·11 테러 이후 발간된 뉴스레터에서 듀크는 "이스라엘 요원들이 실제로 [9/11] 작전의 도발자가 아니더라도, 적어도 그들이 사전에 알고 있었을 것이라는 추론이 가능하다. ...시오니스트들은 그들 자신이 그 비행기를 조종했던 것만큼이나 확실히 미국이 겪은 9/11 공격을 유발했다. 그것은 미국 언론과 의회에 대한 유대인의 통제 때문이었다"고 썼다.
2012년 9월 11일 이란의 프레스 TV와의 인터뷰에서 듀크는 "9/11 사건 전체에 이스라엘의 흔적이 있다. ...이스라엘은 미국에 대한 테러의 오랜 기록을 가지고 있다... 이스라엘이 9/11이 일어나기를 원했던 많은 이유가 있다. 이라크 전쟁에 대해 듀크는 "시오니스트들이 언론, 정부, 국제 금융에서 이 전쟁을 조율하고 만들었다"고 말했다. 다음 해 프레스 TV에 또 다른 출연에서 듀크는 의회가 "완전히 시오니스트의 손에 달려 있다. 시오니스트들이 미국 정부를 완전히 통제하고 있다"고 말했다. 그에 따르면, 유대인들이 미국을 통제한다고 가정하는 것이 "세계에서 가장 큰 문제"이다.

### 홀로코스트 부정론자 에른스트 쥔델
듀크는 캐나다의 독일 이민자이자 홀로코스트 부정론자 에른스트 쥔델을 지지하는 여러 발언을 했다. 쥔델은 캐나다에서 독일로 추방되었고 독일에서 민족 증오 선동 혐의로 투옥되었다. 쥔델이 2017년 8월 사망한 후 듀크는 그를 "매우 영웅적이고 용감한 유럽 보존주의자"라고 불렀다.

### 우크라이나 및 러시아 활동 (2005–2006)
1990년대 듀크는 러시아를 여러 번 여행하며 블라디미르 지리놉스키와 알베르트 마카쇼프와 같은 반유대주의 러시아 정치인들을 만났다.
2005년 9월, 반명예훼손연맹(ADL)에 의해 "증오의 대학"으로 묘사된 우크라이나 사립 대학인 인테르레지오날 인력 관리 아카데미(MAUP)는 듀크에게 역사학 철학박사 학위를 수여했다. 그의 박사 논문 제목은 "민족 우월주의의 한 형태로서의 시오니즘"이었다. MAUP의 박사 과정은 우크라이나 고등 자격 위원회 또는 그 후신인 우크라이나 교육과학부로부터 인가받지 못했으므로, 우크라이나 정부는 그 박사 학위 논문을 정식 학위로 인정하지 않는다. ADL은 MAUP가 우크라이나에서 반유대주의 활동 및 출판의 주요 원천이라고 말했으며, 그 "반유대주의적 행동"은 보리스 타라시우크 외무부 장관과 여러 단체들에 의해 비난받았다. 듀크는 MAUP에서 국제 관계학 과 역사학 강의를 했다. 2005년 6월 3일, 그는 MAUP가 후원하고 여러 우크라이나 공인 및 정치인, 그리고 ADL에 의해 반유대주의 작가로 묘사된 이스라엘 샤미르가 참석한 "시오니즘은 현대 문명의 가장 큰 위협"이라는 회의를 공동 주최했다.
2006년 6월 8일부터 10일까지 듀크는 모스크바에서 열린 국제 "백인 세계의 미래" 회의에 참석하여 연설했으며, 이 회의는 파벨 툴라예프가 주최하고 조정했다.

### 이란 홀로코스트 회의
2006년 12월 11일부터 13일까지 당시 이란 대통령 마무드 아마디네자드의 초청으로 듀크는 테헤란에서 열린 이란 홀로코스트 국제회의에 참가하여 홀로코스트에 의문을 제기했다. "시오니스트들은 팔레스타인인의 권리를 부정하고 이스라엘의 범죄를 은폐하기 위한 무기로 홀로코스트를 사용했습니다"라고 듀크는 약 70명의 참가자들에게 말했다. 듀크는 "이 회의는 전 세계 홀로코스트 연구에 엄청난 영향을 미쳤다"고 말하며, "홀로코스트는 시오니스트 제국주의, 시오니스트 침략, 시오니니스트 테러, 시오니스트 살인의 기둥으로 사용되는 수단이다"라고 덧붙였다.

### 2024년
2024년 6월, 데이비드 듀크는 닉 푸엔테스와 제이크 실즈를 포함한 다른 사람들과 함께 디트로이트에서 열린 반유대주의 집회에 참가했다. 이 단체는 터닝 포인트 USA 컨벤션에 항의하는 것을 목표로 했지만, 행사장 입장이 거부되었다. 듀크는 푸엔테스와 다른 "유대인 우월주의"에 반대하는 사람들에 대한 지지를 표명했다.

## 다른 제휴 및 협회

### 스톰프런트
1995년 돈 블랙 (백인 우월주의자)과 듀크의 전처인 클로이 하딘은 스톰프런트라는 전자 게시판 시스템(BBS)을 시작했다. 이 웹사이트는 백인 민족주의, 백인 분리주의, 홀로코스트 부정, 신나치주의, 증오언설, 인종 차별을 위한 저명한 온라인 포럼이 되었다. 듀크는 스톰프런트의 활발한 사용자이며, 자신의 웹사이트에서 기사를 게시하고 포럼 회원들에게 의견과 질문을 묻는다. 그는 1980년 오퍼레이션 레드 도그 (도미니카 정부 전복 시도)를 포함하여 여러 차례 블랙과 함께 일했다. 듀크는 2019년에도 웹사이트의 라디오 방송국과 계속 연관되어 있었다.

### 브리튼 국민당
2000년, 닉 그리핀 (당시 영국의 브리튼 국민당 대표)은 미국 브리튼 국민당 친구들과의 세미나에서 듀크를 만났다. 그리핀은 "인종 순수성에 대해 이야기하는 대신 우리는 정체성에 대해 이야기한다... 이는 기본적으로 잘 팔리는 단어들, 즉 자유, 보안, 정체성, 민주주의를 사용하는 것을 의미한다. 아무도 그들을 비판할 수 없다. 아무도 그 아이디어로 당신을 공격할 수 없다. 그것들은 팔리는 것들이다"라고 말했다.
이는 영국 언론에서 널리 보도되었으며, 2009년 당의 선거 성공 이후 듀크와 그리핀의 만남도 마찬가지였다.

### 대안우파
듀크는 대안우파를 칭찬하는 글을 썼으며, 한 방송을 "재미있고 흥미롭다"고 불렀고, 다른 방송은 "훌륭한 쇼"라고 했다. 피플 포 더 아메리칸 웨이는 듀크가 대안우파를 옹호했다고 보도했다. 듀크는 도널드 트럼프의 대통령 당선에 있어 그들의 역할을 설명하면서 그들을 "우리 민족"이라고 묘사했다.
그가 대안우파의 적극적인 회원은 아니지만, 듀크가 이 운동에 영감을 준다는 주장도 있다. 인터내셔널 비즈니스 타임스는 그가 "소위 '대안우파'의 지그 하일 추종자들"을 가졌다고 썼다. 더 포워드는 듀크가 대안우파 운동을 위한 "길을 닦았다"고 말했다.

## 법적 문제 및 중범죄 유죄 판결

### 세금 사기 유죄 판결 및 추종자 사기
2002년 12월 12일, 듀크는 26 U.S.C. § 7206에 따른 허위 세금 신고 및 18 U.S.C. § 1341에 따른 우편 사기 중범죄 혐의에 대해 유죄를 인정했다. 뉴욕 타임스에 따르면, "듀크 씨는 재정적으로 곤경에 처해 있다고 지지자들에게 말한 뒤, 1993년부터 1999년까지 그들이 보낸 돈을 부적절하게 사용한 혐의를 받았다. 그는 또한 1998년 허위 세금 신고를 한 혐의도 받았다... 듀크 씨는 개인 투자와 도박 여행에 돈을 사용했다... [지지자]들의 기부금은 5달러 정도로 적었지만, [미국 검찰 짐 레텐에 따르면] 너무 많아서 돈을 돌려주는 것이 '번거로웠을' 것이다."
4개월 후, 듀크는 15개월형을 선고받았다. 그는 텍사스주 빅스프링에서 복역했다. 그는 또한 10,000달러의 벌금을 선고받고 미국 국세청에 협력하여 1998년 세금 잔액을 납부하라는 명령을 받았다. 2004년 5월 석방 후, 듀크는 자신의 유죄 인정을 수락한 것이 자신의 죄가 아니라 미국 연방 법원 시스템에서 자신이 인식한 편견 때문이라고 말했다. 그는 혐의가 자신의 정치 경력을 망치고 추종자들에게 신뢰를 잃게 하기 위해 조작된 것이며, 무죄를 주장하여 잠재적으로 전체 형량을 받는 것보다 유죄를 인정하고 감형된 형량을 받는 안전한 길을 택했다고 말했다.
우편 사기 혐의는 검찰이 듀크가 재정적 어려움에 처해 있다며 수천 명의 추종자들에게 기부를 요구하여 사기를 친 6년간의 계획이라고 묘사한 것에서 비롯되었다. 듀크는 우편 서비스를 이용하여 자신이 집과 평생 저축을 잃을 위기에 처해 있다고 거짓말을 하며 지지자들에게 자금을 호소했다. 검찰은 듀크가 이런 식으로 수십만 달러를 모금했다고 주장했다. 검찰은 또한 듀크가 우편물에 쓴 내용과는 달리 자신의 집을 상당한 이익을 받고 팔았고, 여러 투자 계좌를 가지고 있었으며, 대부분의 돈을 카지노 도박에 썼다고 명시했다.

### 2009년 체코 공화국 체포

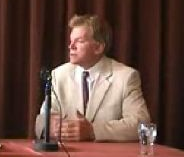
2008년 벨기에의 듀크

2009년 4월, 듀크는 체코 신나치주의 단체인 나로드니 오드포르("국민 저항")의 초청으로 체코 공화국을 방문하여 프라하와 브르노에서 자신의 저서 '나의 각성'의 체코어 번역본을 홍보하는 세 차례의 강연을 했다.
그는 4월 23일 "나치 학살 및 기타 나치 범죄 부정 또는 승인" 및 "인권 억압을 추구하는 운동 조장" 혐의로 체포되었는데, 이는 체코 공화국에서 최대 3년 징역형에 처할 수 있는 범죄이다. 체포 당시 듀크는 나로드니 오드포르 회원들의 경호를 받고 있었다고 보도되었다. 경찰은 4월 25일 이른 시간에 그를 석방하며 그 날 자정까지 출국할 것을 조건으로 내걸었다.
듀크의 첫 강연은 프라하 카렐 대학교에서 예정되어 있었지만, 대학 관계자들이 신나치주의자들이 참석할 계획이라는 사실을 알게 된 후 취소되었다. 이반 랑게르 내무부 장관과 미하엘 코차브 인권 및 소수 민족부 장관을 포함한 일부 체코 정치인들은 이전에 듀크의 체코 입국 허용에 반대 의견을 표명했다.
2009년 9월, 프라하 지방 검찰청은 듀크가 어떤 범죄도 저질렀다는 증거가 없다는 이유로 모든 혐의를 취하했다.

### 2013년 이탈리아 추방; 솅겐 지역 입국 금지
2013년, 이탈리아 법원은 듀크를 이탈리아에서 추방하기로 결정했다. 당시 63세인 듀크는 북부 이탈리아의 산악 마을 카도레 계곡에 살고 있었다. 그가 몰타의 이탈리아 대사관에서 그곳에 거주할 비자를 받았음에도 불구하고, 이탈리아 경찰은 나중에 스위스가 유럽의 솅겐 지역 전역에 적용되는 듀크에 대한 거주 금지 명령을 내렸다는 것을 발견했다.

## 기타 출판물
1976년 돈을 벌기 위해 듀크는 (제임스 콘래드와 도로시 밴더빌트라는 이중 가명을 사용하여) 여성을 위한 자조론 서적인 '파인더스-키퍼스: 원하는 남자를 찾고 유지하기'를 썼다. 이 책에는 성생활, 다이어트, 패션, 화장품 및 관계 조언이 담겨 있으며, 국민사회주의 백인 인민당의 지부인 알링턴 플레이스 북스가 출판했다. 기자 패치 심즈가 그에게 준 희귀본을 읽은 툴레인 대학교 역사학과 교수 로렌스 N. 파월은 이 책이 질 운동과 구강성교 및 항문 성교에 대한 조언을 포함하며 간통을 옹호한다고 썼다. 클랜은 듀크의 글에 충격을 받았다. 기자 타일러 브리지스에 따르면, 타임스-피카윤이 사본을 입수하여 듀크에게 출처를 추적했으며, 그는 여성 자조 잡지에서 내용을 모았다고 한다. 듀크는 콘래드라는 가명을 사용했음을 인정했다.
1970년대 모하메드 X라는 가명으로 듀크는 흑인 무장 세력을 위한 무술 가이드인 아프리칸 아토를 썼다. 그는 이것이 그러한 활동가들을 감시하기 위한 메일링 리스트를 개발하는 수단이라고 주장했다.

## 개인 생활
백인 청년 연맹에서 활동하는 동안 듀크는 클로이 엘리너 하딘을 만났고, 그녀도 그 그룹에서 활발히 활동했다. 그들은 대학 내내 교제했으며 1974년에 결혼했다. 하딘은 듀크의 두 딸의 어머니이다. 듀크 부부는 1984년에 이혼했고, 클로이는 부모님 근처에 살기 위해 웨스트팜비치로 이사했다. 그곳에서 그녀는 듀크의 클랜 친구인 돈 블랙 (백인 우월주의자)과 관계를 맺었고, 나중에 그와 결혼하여 작은 전자 게시판 시스템(BBS)인 스톰프런트를 시작했는데, 이는 21세기 초 백인 민족주의, 신나치주의, 증오언설, 인종 차별, 반유대주의의 저명한 온라인 포럼이 되었다.
듀크는 1999년경부터 모스크바에 아파트를 임대했다. 그는 러시아에서 5년 동안 살았다. 현재는 맨더빌 (루이지애나주)에 거주한다.

## 미디어에서
토퍼 그레이스는 스파이크 리의 2018년 영화 블랙클랜스맨에서 듀크를 연기한다. 듀크는 유나이트 더 라이트 랠리에 참여한 지 1년 만인 2018년에 페이스북에서 영구 정지되었다. 듀크는 리처드 스펜서와 스테판 몰리뉴와 함께 2020년 유튜브에서 증오언설 정책을 반복적으로 위반하여 영구 정지되었다. 듀크의 트위터 계정은 2020년에 증오 행위에 대한 회사의 규정을 위반하여 영구 정지되었다.

## 자비 출판 서적
- Duke, David. Jewish Supremacism (Free Speech Press, 2003; 350 pages) ISBN 1-892796-05-8
- Duke, David. My Awakening (Free Speech Books, 1998; 736 pages) ISBN 1-892796-00-7